# Masella

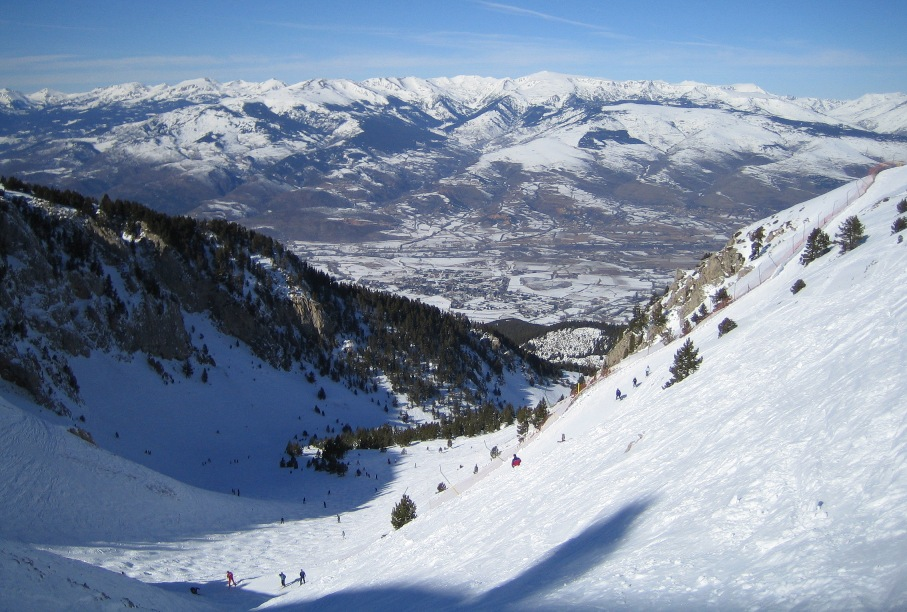
Pireneje w miejscowości Masella

Masella – miejscowość w Hiszpanii, w Katalonii, w prowincji Lleida, w gminie Alp, w hiszpańskich Pirenejach.
Według danych INE z 2010 roku miejscowość zamieszkiwało 36 osób. Powierzchnia miejscowości to 26 km².